# Irena Szewczyk
Irena Szewczyk-Kowalewska, również Irena Szewczykówna (ur. 5 grudnia 1947 w Łodzi) – polska aktorka filmowa, telewizyjna i teatralna, pedagog, profesor nadzwyczajny Uniwersytetu Łódzkiego.

## Życiorys
W 1975 ukończyła studia na Wydziale Aktorskim Państwowej Wyższej Szkoły Filmowej, Telewizyjnej i Teatralnej im. Leona Schillera w Łodzi.
Najbardziej znana z roli Ani, dziewczyny, a później żony Leszka (Krzysztof Stroiński) w serialu Daleko od szosy (1976–1977). W latach 1975–1978 występowała w Teatrze Nowym w Łodzi, następnie w sezonie 1978/1979 była aktorką Teatru Komedia w Warszawie. W latach 1979–1984 pracowała jako aktorka Teatru Dramatycznego w Warszawie, następnie w latach 1984–1989 wróciła do Teatru Nowego w Łodzi. Karierę aktorską zakończyła w 1994.
Po zakończeniu kariery została pracownikiem naukowym w Katedrze Pedagogiki Przedszkolnej i Wczesnoszkolnej Uniwersytetu Łódzkiego. Od lutego 2008 posiada stopień naukowy doktora habilitowanego i jest profesorem nadzwyczajnym UŁ (od 2011).

## Życie prywatne
W 1976 poślubiła operatora filmowego Krzysztofa Bobrowskiego, małżeństwo zakończyło się rozwodem. Mężatka, ma syna Michała.

## Filmografia
| Filmy |                       |                                                                  |                          |
| Rok   | Tytuł                 | Rola                                                             | Uwagi                    |
| 1968  | Przygoda z piosenką   | dziewczyna Coxa                                                  | niewymieniona w napisach |
| 1969  | Rzeczpospolita babska | szeregowy Elżbieta Koral, była więźniarka obozu koncentracyjnego |                          |
| 1969  | Czekam w Monte-Carlo  | dentystka M. Smith                                               | niewymieniona w napisach |
| 1971  | Milion za Laurę       | Marta, siostrzenica Bulaka                                       |                          |
| 1979  | Hotel klasy lux       | żona robotnika                                                   |                          |

| Produkcje telewizyjne |                        |                                                    |                                  |
| Rok                   | Tytuł                  | Rola                                               | Uwagi                            |
| 1974                  | Mienie                 | Zośka, córka Dawida                                | spektakl telewizyjny             |
| 1975                  | Jegor Bułyczow i inni  | Warwara                                            | spektakl telewizyjny             |
| 1976                  | Daleko od szosy        | Ania Popławska                                     | serial telewizyjny, odcinki: 3-7 |
| 1978                  | Ślad na ziemi          | Jolka Rybacka, córka Zygmunta, dziewczyna Marczaka | serial telewizyjny, odcinek: 7   |
| 1979                  | Czerwone róże dla mnie | Finnola                                            | spektakl telewizyjny             |

## Nagrody filmowe
- 1976: Daleko od szosy – Olsztyn (Festiwal Polskiej Twórczości Telewizyjnej); nagroda aktorska za stworzenie popularnych postaci telewizyjnych.